# École hôtelière de Lausanne

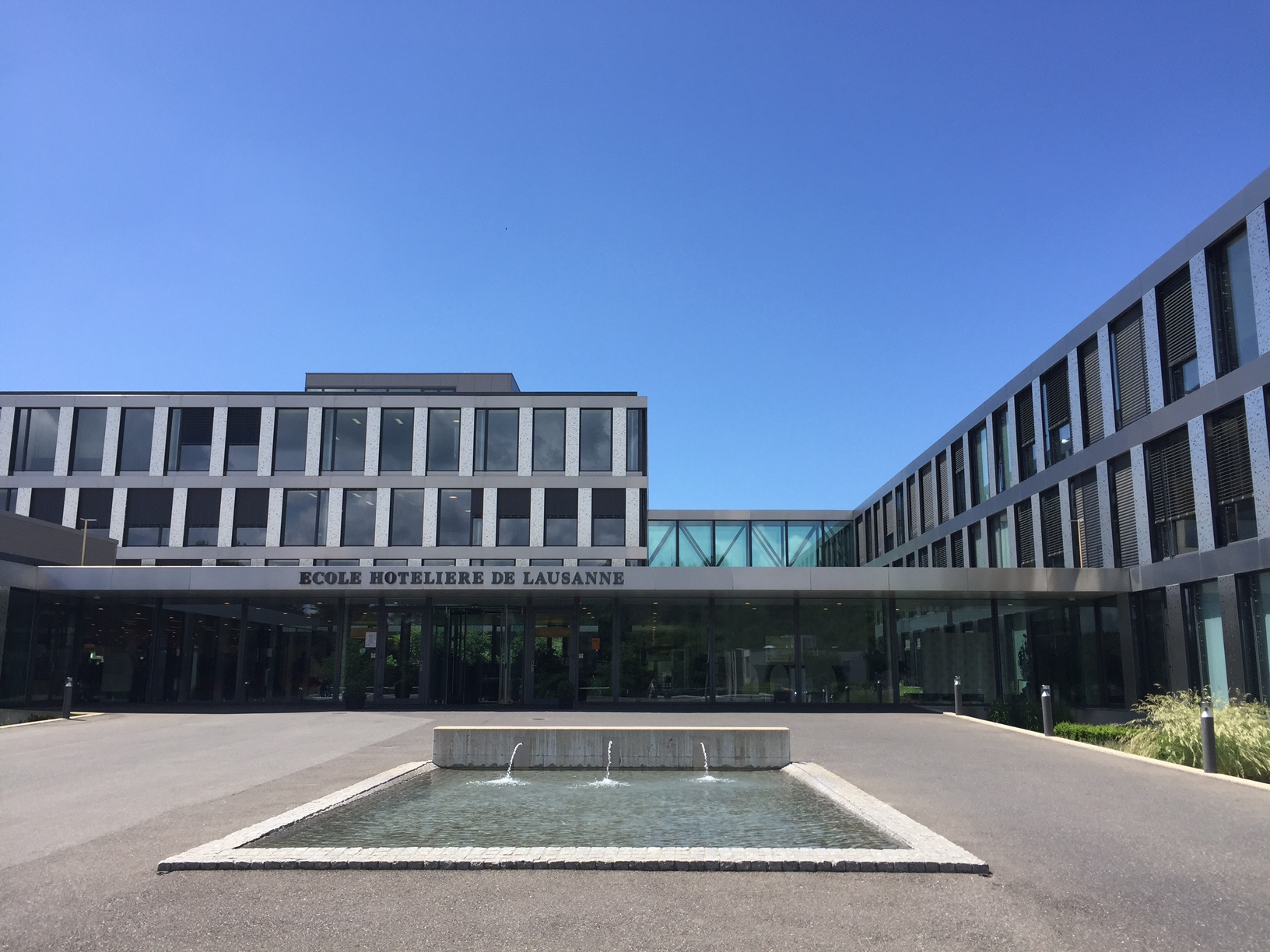
Hoofdingang van de EHL (2016)

De École hôtelière de Lausanne (EHL), sinds 2022 ook EHL Hospitality Business School, is een hotelmanagementschool in Zwitserland. Ze geeft les aan studenten wiens doel het is om een managementcarrière in de horeca na te streven. De hoofdcampus bevindt zich in Le Chalet-à-Gobet, een stadsdeel van en acht kilometer van het centrum van Lausanne, op het plateau boven de stad. In 2018 kregen meer dan 3.300 leerlingen uit meer dan 120 verschillende landen les op de school, sinds 2018 heeft EHL een tweede campus in Passugg en sinds 2021 een derde in Singapore in Azië.
De École hôtelière de Lausanne is door de Amerikaanse New England Association of Schools and Colleges (NEASC) geaccrediteerd als instelling voor hoger onderwijs. Deze accreditatie garandeert dat de instelling voldoet aan de internationale normen voor hoger onderwijs en maakt de overdracht van fondsen en de erkenning van de graad door Amerikaanse instellingen mogelijk. Binnen Zwitserland is dit de enige hotelschool die opleidingen aanbiedt in samenwerking met de Haute école spécialisée de Suisse occidentale (HES-SO), een hogeschool die staat voor onderwijs van hoge kwaliteit en waarvan de kwalificaties worden beschermd door de Zwitserse wet. Het Executive MBA in Hospitality Administration-programma is erkend door het Zwitserse Agentschap voor Accreditatie en Kwaliteitsborging van het Hoger Onderwijs (AAQ) omdat het voldoet aan hun kwaliteitsnormen.
Op de campus bevindt zich het restaurant Le Berceau des Sens, erkend en met 16/20 beoordeeld door GaultMillau en sinds 2019 bekroond met een Michelinster.
De hogeschool staat op de eerste positie in de QS World University Rankings 2023 in het domein Hospitality & Leisure Management.

## Geschiedenis
De École hôtelière de Lausanne werd in 1893 opgericht door Jacques Tschumi. De opleiding werd ingericht aan het einde van de 19e eeuw tijdens de toeristische bloei in Zwitserland als antwoord op de grote vraag naar opgeleid en gekwalificeerd personeel.
- Gemeinsame Normdatei: 1087470277
- International Standard Name Identifier: 0000 0001 1119 5876
- Library of Congress Control Number: no2007082263
- Virtual International Authority File: 150476465